# Пиллау (крепость)

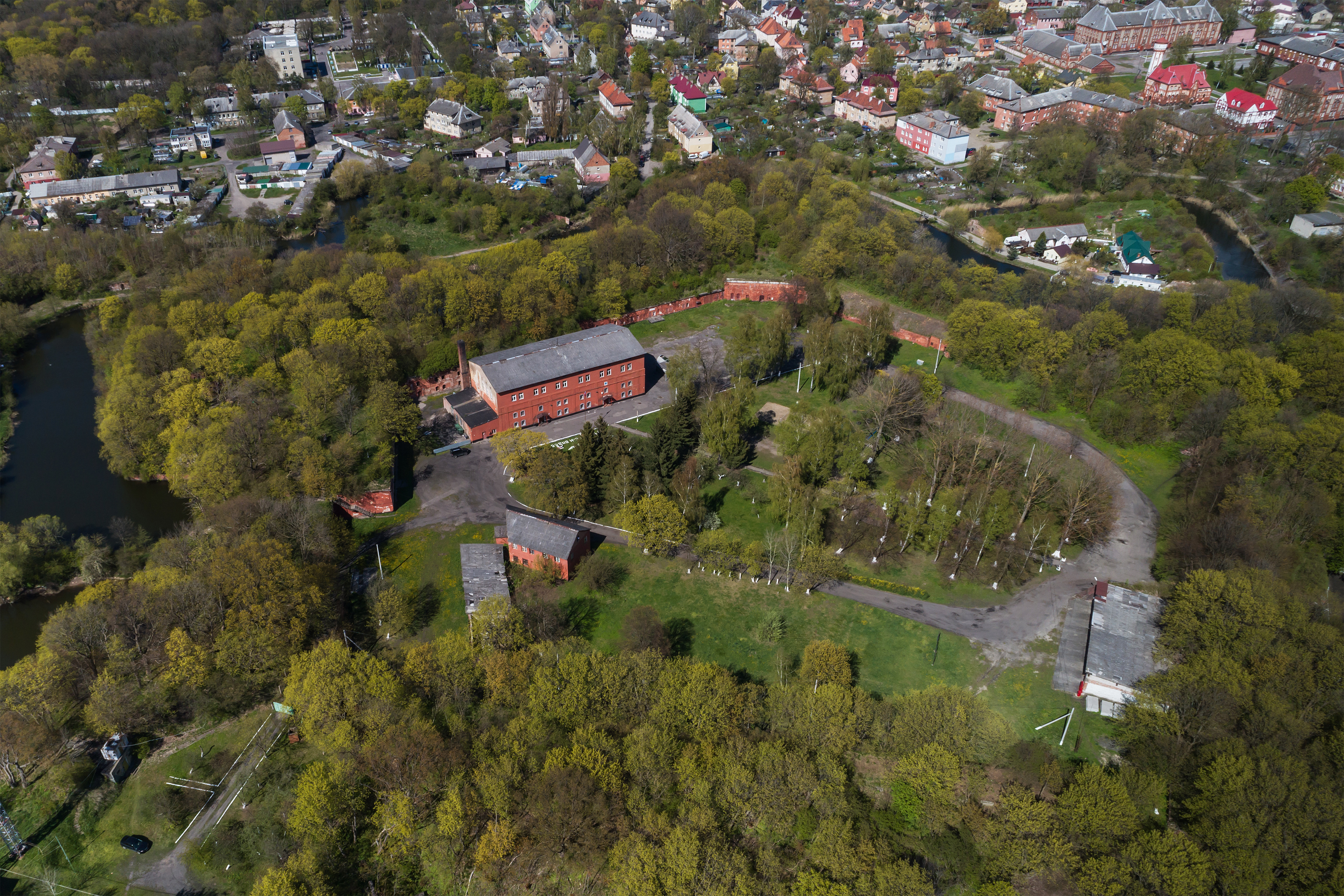
Вид с воздуха

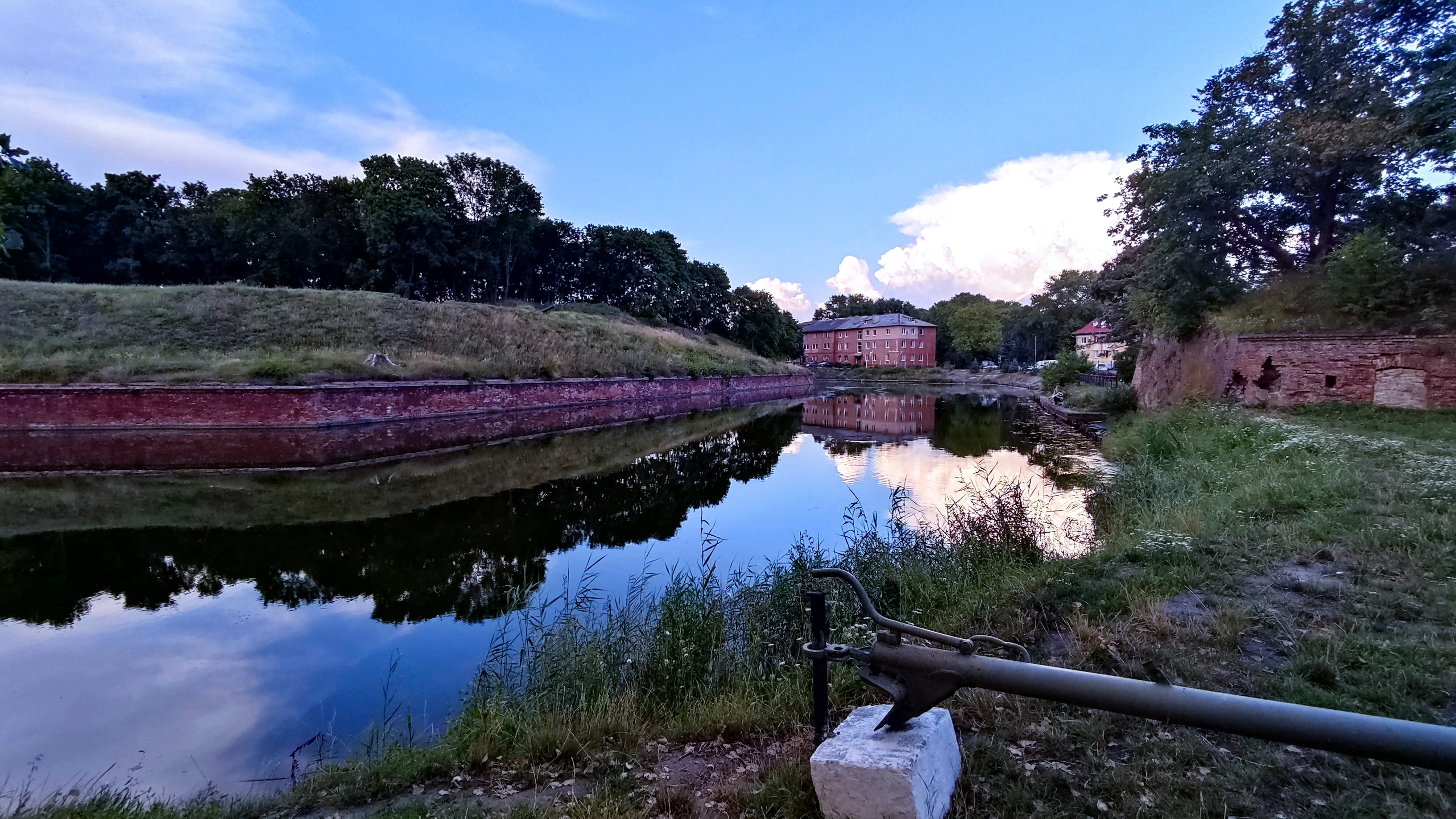
Постройки и ров крепости

Пиллау (нем. Festung Pillau) — шведская крепость, форт-цитадель в Балтийске (Калининградская область, Россия). Была главным оборонительным сооружением города Пиллау Восточной Пруссии.

## Шведы в Пиллау
В XVII веке, в результате прусско-шведской войны, поселение было оккупировано шведской армией. 6 июля 1626 года король Швеции Густав II Адольф высадился у Пиллау с моря и вошёл в город. Город был захвачен за 3 часа.
Шведы заложили одну из главных достопримечательностей города — звездообразную пятиугольную крепость (цитадель, форт), сохранившуюся до наших дней.

## История форта-цитадели
Построена в XVII веке по приказу шведского короля Густава-Адольфа II. Постройка началась в 1626 году. Эта дата часто считается датой основания Пиллау.
В 1635 году, после заключения перемирия с Пруссией, этот форт (тогда ещё недостроенный) был выкуплен жителями города за 10000 талеров, а через год в Пиллау вошли Бранденбургские войска. После того, как шведы передали недостроенный форт прусским властям, строительство форта началось быстрыми темпами. Полностью она была построена к 1670 году, однако модернизация велась в течение ещё трёх столетий.
Форт представляет собой пятиугольник со сторонами в 80 метров, где в каждом углу стоит бастион, каждый из которых имеет собственное имя: «Альбрехт», «Пруссия», «Кёниг», «Кёнигин», «Кронпринц». Вокруг крепости вырыт широкий ров, вдоль которого с внешней стороны расположены 5 равелинов: «Людвиг», «Сторхнест», «Фаульвинкель», «Кронверк» и «Шинкеншанц». Крепость всегда исполняла военные функции. Также здесь располагался оружейный арсенал.
В советское время цитадель была закрыта для посещения гражданскими лицами, однако в 1999 году здесь был открыт филиал Музея Балтийского флота.
Форт Пиллау.
Источник: книга доктора Б. Вебке в переводе Л. В. Горюновой и Е. В. Нагимовой под редакцией В. Калиничева.

Порт Пиллау. На фотографии отчётливо видны контуры цитадели Пиллау

Строительство форта началось в 1632 году шведским королём Густавом-Адольфом II. Она была почти правильной пятилучевой формы. Строительством руководил инженер-строитель из Голландии Матиас Вентц. После перемирия в Штумсдорфе 1635 года, по которому шведы должны были уйти с территории Восточной Пруссии, курфюрст Георг Вильгельм купил у шведов недостроенную крепость за 10000 талеров. В счёт уплаты этого долга все домохозяева Пиллау были обложены налогом — 3 гульдена в год. Зимой 1637—1638 годов в гарнизоне форта создалась критическая ситуация со снабжением солдат продовольствием.
Дело дошло до того, что солдаты решили самостоятельно захватить иностранный корабль и тем самым как-то облегчить свою участь. Тогда курфюрст Бранденбурга Георг Вильгельм упорядочил содержание гарнизона и установил сумму налога — 2 марки, а с крестьян по 1/2 шаффеля зерна. На карте крепости 1638 года можно увидеть дом губернатора, кирху, конюшни и жилые бараки. К 1647 году были достроены и обнесены каменными стенами равелины «Фаульвинкель» и «Кронверк», остальные 3 равелина укреплены земляными насыпями. Артиллерия этого времени, насчитывала 45 различных орудий и 3 мортиры. В 1658 году началось строительство равелина «Людвиг». В 1670 году строительство крепости было полностью закончено. Необходимый материал для укреплений из камня частично брали или в крепости Бальга, или покупали у шведов. С 1701 года около Бальги и замка Лохштедт были основаны каменоломни по приказу прусского короля Фридриха I.
Так как после вырубки в 1657 году всех береговых посадок, препятствовавших наблюдению за приближением кораблей противника с моря, городу стали постоянно угрожать летающие пески с 1670 года стали интенсивно высаживать деревья и кустарники. К началу Семилетней войны (1756—1763) часть крепостных укреплений полностью занесло песком.
В 1770 году король Фридрих II приказал не считать более Пиллау городом-крепостью. В 1777 году пушки из крепости были увезены в Кольберг и Грауденц, а артиллерийский полк переведён в Кёнигсберг. Дома во дворе крепости или были проданы, или сданы в аренду. Осталось 100 солдат для охраны арестованных. К 1790 году в зданиях крепости жило около 500 гражданских лиц.

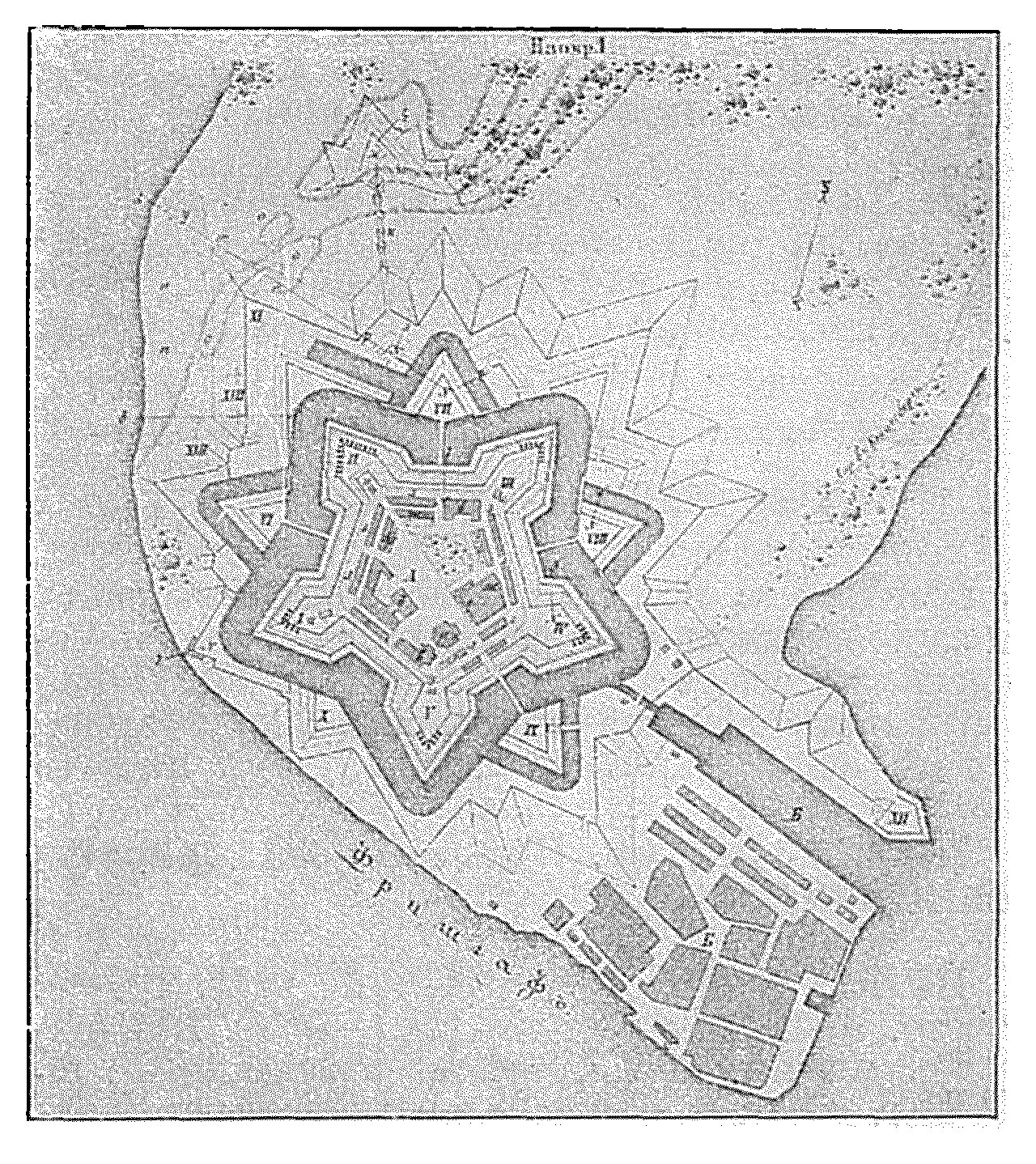
План крепости Пиллау
(рисунок из статьи «Пиллау»
«Военная энциклопедия Сытина»)

В 1788 году в Пиллау возвратился 1 батальон для несения гарнизонной службы, а 30 мая 1789 года король Фридрих Вильгельм II приказал возродить крепость и подготовить соответствующие документы о стоимости восстановительных работ, хотя это восстановление правильнее было бы назвать новым строительством. Восстановительными работами в 1790 году руководил генерал от инфантерии Вихард Иоахим фон Мёллендорф, с 1791 года его сменил майор Пауль фон Контценбах (родом из Швейцарии, умер в Пиллау в 1799 году), который занимал должность главного бригадира Управления крепостей Пруссии и Померании. После него работы продолжил майор фон Лауренс. Одновременно проводились работы по укреплению дюн, чтобы прекратить их перемещение. К началу XX века форт, хотя и был отреставрирован, но значительно устарел в военном отношении. В его стенах были построены казармы. Во время Первой Мировой войны форт Пиллау по своему значению занимал лишь 5-е место. 1 апреля 1921 года был передан морскому флоту.
Форт имеет 5 бастионов: «Альбрехт» (Albrecht), «Пруссия» (Preußen), «Кёниг» (König — «король»), «Кёнигин» (Königin — «королева»), «Курпринц (Кронпринц)» (Kronprinz — «наследный принц») и 5 равелинов: «Людвиг» (Ludwig), «Сторхнест» (Storchnest — «гнездо аиста»), «Фаульвинкель» (Faulwinkel), «Кронверк» (Kronwerk — «коронообразное укрепление»), «Шинкеншанц» (Schinkenschanz — «окорок»). В крепости было 3 ворот: главные ворота «Хаупттор» (Chaupttor), «Фаульвинкельтор» (Faulwinkeltor), «Плантажентор» (Plantagentor — «плантация»).
В 1688 году главные ворота «Хаупттор» были обновлены, там были установлены 3 скульптуры: средняя — бога войны Марса и по бокам курфюрстов Георга Вильгельма и Фридриха Вильгельма. В 1690 году по проекту архитектора Киршкопфа у главных ворот была установлена конная статуя «Великого Курфюрста» в натуральную величину, которая, впрочем, вскоре частично разрушилась под воздействием ветра и дождя. В 1730 году над главными воротами была достроена смотровая башня. Статуя Марса была перенесена на новое место — у ворот «Фаульвинкельтор». Народная молва считала, что это скульптура шведского короля Густава II Адольфа, смотрящего отсюда на свою родную Швецию. В 1707 году для хранения оружия и имущества в крепости по проекту главного директора строительного управления Восточной Пруссии Людвига Шальтхайсса фон Унфрида (1678—1753) был построен цейхгауз, который простоял два столетия до 1916 года. В последние годы в нём был размещён городской краеведческий музей. Построенные в 1730 году главная гауптвахта и «Палочный дом» для арестантов были снесены в 1888 году, а провиантмагазин (1731) сам рухнул в 1738 году. Дом губернатора (1657) был снесён, а на его месте в 1739 году была построена комендатура.